# Haus Rheinfrieden

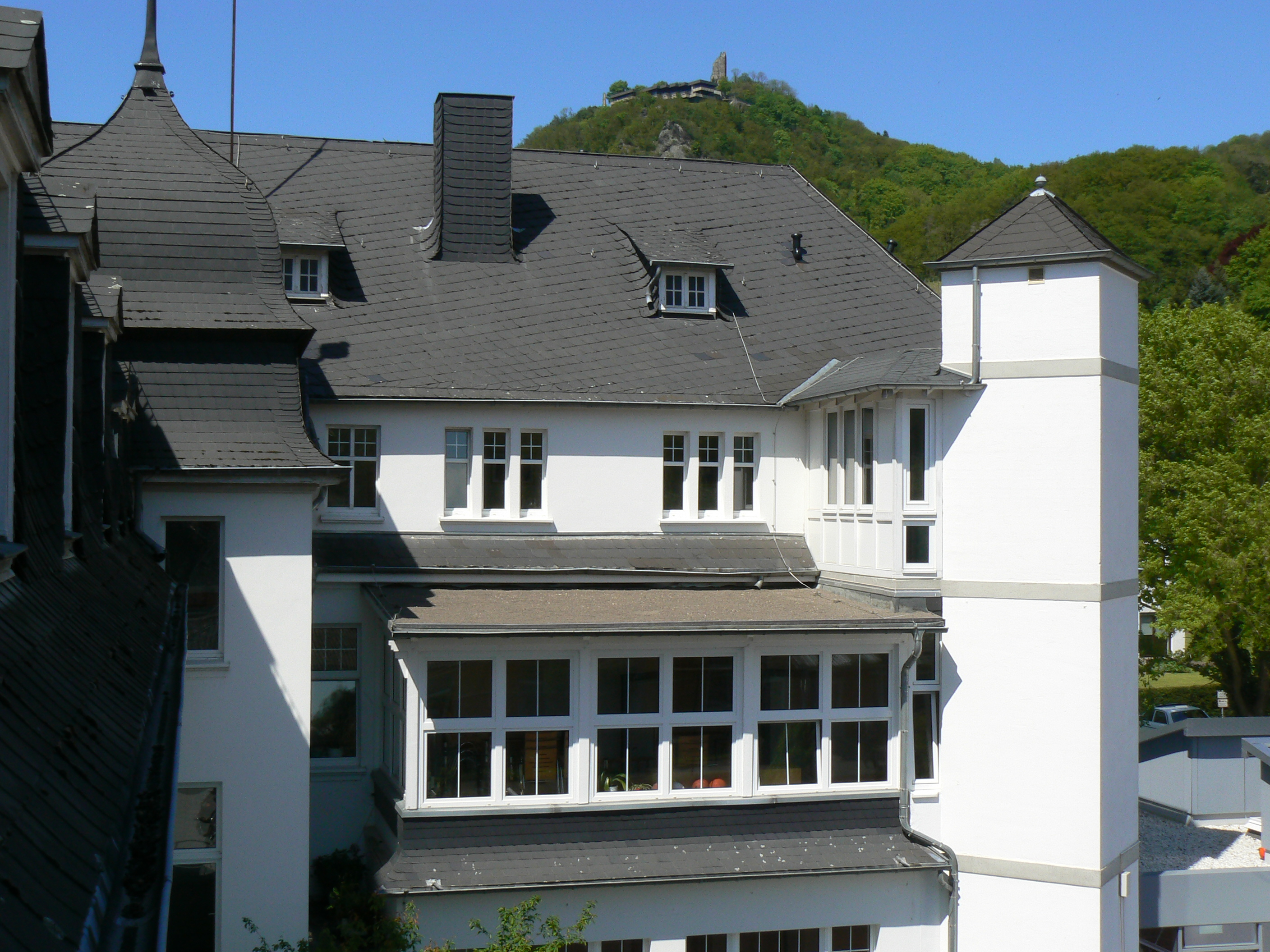
Haus Rheinfrieden am Fuße des Drachenfels

Das Haus Rheinfrieden im Bad Honnefer Stadtteil Rhöndorf, Rhein-Sieg-Kreis, ist eine Stätte zur Rehabilitation körperbehinderter Menschen. Es liegt in unmittelbarer Nachbarschaft zum Konrad-Adenauer-Haus am Fuße des Drachenfelses.
Träger der Einrichtung ist die Josefs-Gesellschaft gGmbH mit Sitz in Köln und Bigge. Das Haus befindet sich im Eigentum der Studienförderung Rheinfrieden e. V. Köln.
Heute beherbergt Haus Rheinfrieden ein Internat mit insgesamt 59 Wohnplätzen und das Nell-Breuning-Berufskolleg mit ca. 125 Schülern.
Das Haus verfügt über die Fachdienste Krankengymnastik, Ergotherapie, psychosozialer Dienst, Pflegedienst, Seelsorge- und Sozialdienst. In Zusammenarbeit mit der Agentur für Arbeit wird den Schülern der Übergang in das Berufsleben erleichtert. Das Berufskolleg definiert sich als Förderschule speziell für körperbehinderte Jugendliche und steht im Verbund mit den freien katholischen Schulen des Erzbistums Köln.

## Geschichte
Das Haus Rheinfrieden wurde im Jahre 1909 vom Katholischen Lehrerverband (KLV), Provinzialverband Rheinland, erbaut. Es diente als Lehrerheim Rhöndorf vielen Lehrerfamilien als Erholungsstätte und als Tagungsort für Verbandsmitglieder. 1939 wurde das Heim für den nationalsozialistischen Lehrerbund beschlagnahmt. Während des Krieges diente es als Lazarett. Der Katholische Lehrerverband, Provinzialverband Rheinland, konnte am 12. Januar 1950 durch Beschluss des Allg. Organisationsausschusses der Militärregierung das Lehrerheim Rhöndorf wieder übernehmen. Rechtsnachfolger war der Verband Katholischer Erzieher Nordrhein (VKEN) im Verband der Katholischen Lehrerschaft Deutschlands (VKLD). Im Jahre 1963 beschloss der Verband Katholischer Erzieher Nordrhein, die Studienförderung Rheinfrieden e. V. Köln zu gründen und ihr die Verwaltung des Vermögens des Hauses Rheinfrieden zu übertragen.
1952 pachtete die Josefs-Gesellschaft e. V. das Gebäude, um dort eine Handelsschule für körperbehinderte Jugendliche zu gründen. In den Jahren 1963 und 1984 wurde die Schule durch Pavillonanbauten erweitert. Das schulische Angebot wurde um die zweijährige Höhere Handelsschule vergrößert, seither wurde die Handelsschule als zweijähriger Bildungsgang angeboten.
In den Jahren 2007 und 2008 wurde das ursprüngliche Wohnhaus von Grund auf renoviert und neu ausgestattet, ein Erweiterungsbau mit 11 Einzelzimmern wurde angebaut, der Schulbau um 9 Klassenräume erweitert und ein Kommunikationszentrum eingerichtet.

## Nell-Breuning-Berufskolleg
Das Nell-Breuning-Berufskolleg für Wirtschaft und Verwaltung (Abk. NBBK) ist eine Schule der Sekundarstufe II mit besonderem Auftrag im Bereich der beruflichen Bildung. Es umfasst unter anderem die Handelsschule, die zur beruflichen Grundbildung und der Fachoberschulreife führt und die Höhere Handelsschule, die mit der Fachhochschulreife (schulischer Teil) endet. Der Bildungs- und Erziehungsauftrag sowie die Prüfungen sind nach dem Schulrecht von Nordrhein-Westfalen geregelt (APO-BK).
Als Sonderschule im Bereich des Berufskollegs leistet das NBBK eine spezielle Qualifizierungsarbeit mit einem Förderangebot für junge Menschen mit einer körperlichen Behinderung. Das Bemühen der Rehabilitationsarbeit zielt auf die Eingliederung von behinderten Menschen auf dem Arbeitsmarkt. Das NBBK ist eine private Ersatzschule im Lande Nordrhein-Westfalen und unterliegt der Fachaufsicht der Bezirksregierung Köln und des Schulministeriums in Düsseldorf. In der Trägerschaft der Josefs-Gesellschaft gGmbH ist sie als katholische freie Schule der grundsätzlichen katholischen Glaubenslehre verpflichtet; nicht zuletzt von daher rührt die Namensgebung nach Oswald von Nell-Breuning (1890–1991), einem führenden Vertreter der katholischen Soziallehre.
Im Rahmen der sogenannten „Silentien“ wird eine betreute Hausaufgabenhilfe angeboten. Zum weiteren Angebot gehören Arbeitsgemeinschaften, Exkursionen, Betriebspraktika und Studienfahrten. Hierfür stehen dem Berufskolleg zwei behindertengerechte Busse zur Verfügung. Das Kolleg kooperiert z. B. mit Rundfunksendern im Bereich von Praktika für Schüler.
Heute besuchen ca. 125 Schüler in zehn Klassen das Nell-Breuning-Berufskolleg (Typ Wirtschaft und Verwaltung). Seit 2005 besitzt die Schule einen neuen funktionellen Zweckbau mit Fach- und Klassenräumen. Das Internat erhielt 2007 ein neues auf die Belange schwerbehinderter Menschen ausgerichtetes Wohngebäude. Im Jahre 2008 wurde das alte Haupthaus komplett auf den Ausbaustandard des modernen Anbaus saniert. Außerdem verfügt die Einrichtung über zwei Außenwohngruppen, die verstärkt das selbstständige Leben fördern. Seit 2010 verfügt die Einrichtung zudem über eine Aula, auch Atrium genannt.
Die Freunde und Förderer des Nell-Breuning-Berufskollegs in Haus Rheinfrieden Rhöndorf unterstützen als Verein mit über 100 Mitgliedern die schulische und berufliche Ausbildung körperbehinderter Menschen.